# Exorcisme (Angel)
Exorcisme est le 14e épisode de la saison 1 de la série télévisée Angel.

## Synopsis
Une vision de Cordelia envoie Angel et Wesley dans un quartier résidentiel où Angel sauve un jeune garçon, Ryan Anderson, qui était sur le point de se faire écraser par une voiture lors d'une crise de somnambulisme. Paige, la mère du garçon, remercie chaleureusement Angel et l'invite à diner pour le lendemain soir malgré les réticences de son mari, Seth. Wesley découvre pendant ce temps des résidus ectoplasmiques qui indiquent qu'un membre de cette famille est possédé par un démon Ethros. Angel suspecte le père et prépare une poudre qui, mélangée à la nourriture, forcera le démon à se révéler. Mais il se trouve que c'est en fait le jeune Ryan qui est possédé et, une fois cela révélé, ses parents (conscients depuis longtemps des incidents bizarres autour de Ryan) acceptent de tenter un exorcisme.
Après bien des efforts, Wesley puis Angel réussissent à chasser le démon du corps de l'enfant mais la boîte censée l'emprisonner sous sa forme d'énergie explose et le démon s'enfuit. Angel finit par le retrouver et le démon lui apprend qu'il était en fait piégé dans le corps de Ryan, incapable de manifester sa présence jusqu'à ce que le garçon ingère la poudre d'Angel, à cause de la nature totalement sociopathe de l'enfant. Quand Angel a sauvé Ryan la première fois, le démon tentait en fait de le tuer pour pouvoir s'évader. Pendant la nuit, Ryan enferme ses parents dans leur chambre et met le feu à la maison mais l'intervention d'Angel et Wesley permet de sauver la famille Anderson. Ryan est emmené par les services sociaux tandis qu'Angel tente de réconforter Seth en lui disant qu'il a fait tout son possible pour sa famille.

## Production
C'est Joss Whedon qui a eu l'idée du rebondissement scénaristique selon lequel le jeune Ryan Anderson était plus maléfique que le démon qui le possédait. Lors de la première version du scénario, c'est un prêtre qui pratiquait l'exorcisme mais Whedon a suggéré que Wesley le fasse. Cette idée a permis à l'équipe de scénaristes de relier l'histoire à la mort de Doyle, Angel s'en voulant toujours de n'avoir pu le sauver et se rattrapant d'une certaine façon en sauvant la vie de Wesley.